# Mark Konopacke
Mark John Konopacke (né le 26 avril 1963 à Iron Mountain, Michigan) est un sauteur à ski américain.

## Palmarès

### Jeux Olympiques
| Épreuve / Édition | Calgary 1988 |
| Petit Tremplin    | 18e          |
| Grand Tremplin    | 42e          |
| Par Equipes       | 10e          |

### Championnats du monde
| Épreuve / Édition | Seefeld 1985 | Oberstdorf 1987 | Lahti 1989 | Val di Fiemme 1991 |
| Petit Tremplin    | 47e          | 59e             | 46e        | 44e                |
| Grand Tremplin    | 23e          |                 | 61e        | 60e                |
| Par Equipes       | 5e           |                 |            |                    |

### Coupe du monde
- Meilleur classement final: 38e en 1985.
- Meilleur résultat: 5e.